# Blitz Brigade
Blitz Brigade (littéralement « Brigade éclair ») était un jeu vidéo de tir à la première personne (FPS) multijoueur développé et publié par Gameloft. Le jeu est sorti le 9 mai 2013 sur iOS et Android, puis le 2 juillet 2014 sur Windows Phone (WP). Il s'inspire fortement de Battlefield Heroes et de Team Fortress 2.
Il a fermé ses serveurs le 1er décembre 2023.

## Gameplay
Blitz Brigade est un jeu vidéo de tir à la première personne (FPS) en ligne, offrant deux modes « campagne » : multijoueur et entraînement. Le joueur peut jouer en tant que membre de l'équipe des Alliés ou de l'Axe[réf. nécessaire]. Le mode d'entraînement est exclusivement jouable en solo, avec 120 missions à débloquer. Le mode multijoueur permet de choisir entre Match à mort et Domination (capture), sur cinq cartes différentes. Une mise à jour ultérieure a ajouté le mode Capture du drapeau, suivi plus tard par le mode Mêlée (joueur contre joueur). Sept classes de personnages sont disponibles : Soldat, Artilleur, Médecin, Agent furtif, Sniper, Démolisseur et Ingénieur. Les classes Soldat et Artilleur sont accessibles dès le début, tandis que les autres peuvent être débloquées en augmentant de niveau ou en utilisant des diamants. Blitz Brigade comporte deux monnaies : les diamants et les pièces. Avec celles-ci, les joueurs peuvent acheter de l'équipement tel que des munitions, des grenades, des soins, ainsi que des améliorations pour les différentes armes et classes en leur possession.

## Accueil
Eric Ford de TouchArcade a noté le jeu 3.5/5, le décrivant comme agréable, mais notant le manque de modes de jeu et de contenu freemium. Rob Rich de Gamezebo décrit le jeu comme étant beau et ayant des éléments pour un excellent FPS mobile en ligne, mais a critiqué la stabilité du serveur en ligne qu'il a qualifiée d'« exigence clé ». Jon Mundy de Pocket Gamer a donné au jeu 7/10 en notant le cadre et l'excellent FPS en ligne, mais en critiquant son aspect freemium et sa stabilité en ligne. Andrew Stevens de 148Apps a noté le jeu 4/5, décrivant le gameplay comme amusant et fluide, mais manquant de contenu. Scott Nichols de Digital Spy a donné au jeu 2/5, louant le gameplay basé sur les différentes classes disponibles et ses graphismes de dessin animé, mais a noté la mauvaise connectivité et les exigences de déverrouillage élevées. Ford, Mundy et Nichols ont noté la similitude étroite du jeu avec Team Fortress 2,,.

## Fermeture
En raison du déclin de son nombre d'utilisateurs, amplifié par des plaintes constantes de la communauté concernant des blocages de comptes injustifiés, des mises à jour insuffisantes et un déséquilibre marqué en faveur du modèle économique pay-to-win, Gameloft a pris la décision de fermer ses serveurs le 1er décembre 2023, rendant ainsi le jeu indisponible sur toutes les plateformes.